# Византијска музика
Византијска музика подразумијева један цјелокупни систем изражавања и испитивања мелодије, у складу са гласовима, родовима и хроама (бојама). Названа је византијском, зато што се почела значајније развијати у доба Византијског царства, заједно са ширењем хришћанства.
Дијели се на: вокалну (гласовну) и инструменталну. Гласовна мелодија спојена са поетским текстом даје пјесму, која се дијели на: црквену (стихире, химне и тропари) и народну.
Што се тиче спољашњег облика или техничког аспекта, византијска музика је монофона (једногласна). Православна црква од свог почетка користи у свом богослужењу искључиво вокалну једногласну музику. Ово, свакако, није нимало случајно, јер управо вокалност и монофонија обезбјеђују једноставност, чистоту без трунке било чега чулног, раметљивог, неискреног, што овој музици даје изузетну и непревазиђену љепоту и снагу.
Западна црква је, такође, користила вокалну и једногласну музику у богослужењу, и то све до 12. вијека. Дакле, монофону је замијенила полифона, а вокалну — вокално-инструментална музика, тек након Великог раскола из 1054. године.
Од 18. вијека и неки православни народи, међу којима и Срби, прихватају, под утицајем западне културе, полифонију.
Музика је у сваком историјском периоду носила печат времена у коме је настајала, па га тако и данас има, али је неопходно да она извире из Светог предања Цркве, а не да свако уноси промјене по сопственом нахођењу. Чињеница је да је у Предању Цркве да појање буде једногласно и вокално. Такође је чињеница да вишегласје, разногласје (хетерофонија) и инструменталност (који су забрањени канонима Цркве) разарају чистоту, узвишеност и мистично својство црквеног појања, чиме се оно претвара у нешто површно, нешто што служи више уживању и забави, а страно је и духу молитве.
Византијске мелодије обучене у полифонију, губе своју посебну изражајност, свој духовни ритам, духовну величину, а тиме и моћ да нас духовно уздигну и преображавају. Духовна криза у којој су се нашли поједини православни народи у одређеном историјском тренутку, као што смо већ рекли, се одразила и на појање.
Године 2019. византијско појање уврштено је на Унескову Репрезентативну листу нематеријалног културног наслеђа као наслеђе Грчке и Кипра.

## Византијско појање на листи Унеска
Као жива уметност која постоји више од 2000 година, византијско појање је значајна културна традиција и свеобухватан музички систем који чини део заједничких музичких традиција развијених у Византијском царству. Истичући и музички побољшавајући богослужбене текстове Грчке православне цркве, нераскидиво је повезано са духовним животом и верским обичајима.
Ова вокална уметност је углавном усредсређена на приказивање црквеног текста, јер несумњиво, појање постоји због речи („логос“) - сваки аспект традиције служи ширењу свете поруке. Преносећи се генерацијама, његове главне карактеристике опстале су током векова: 
- то је искључиво вокална музика;
- у суштини је монофонска;
- напеви су кодификовани у систем са осам тонова;
- напев користи различите стилове ритма да би нагласио жељене слогове одређених речи.

Иако је псалтичка уметност увек била повезана са мушким гласом, женске песме су честе у женским манастирима и донекле учествују у парохијским црквама. Поред преношења у цркви, византијско појање цвета захваљујући посвећености музичара, хорова, композитора, музиколога и научника који доприносе његовом проучавању, извођењу и ширењу.